# Islas Marshall en los Juegos Olímpicos de Londres 2012
Las Islas Marshall estuvieron representadas en los Juegos Olímpicos de Londres 2012 por cuatro deportistas, dos hombres y dos mujeres, que compitieron en dos deportes.
La portadora de la bandera en la ceremonia de apertura fue la atleta Haley Nemra. El equipo olímpico marshalés no obtuvo ninguna medalla en estos Juegos.